# Fritz Strack

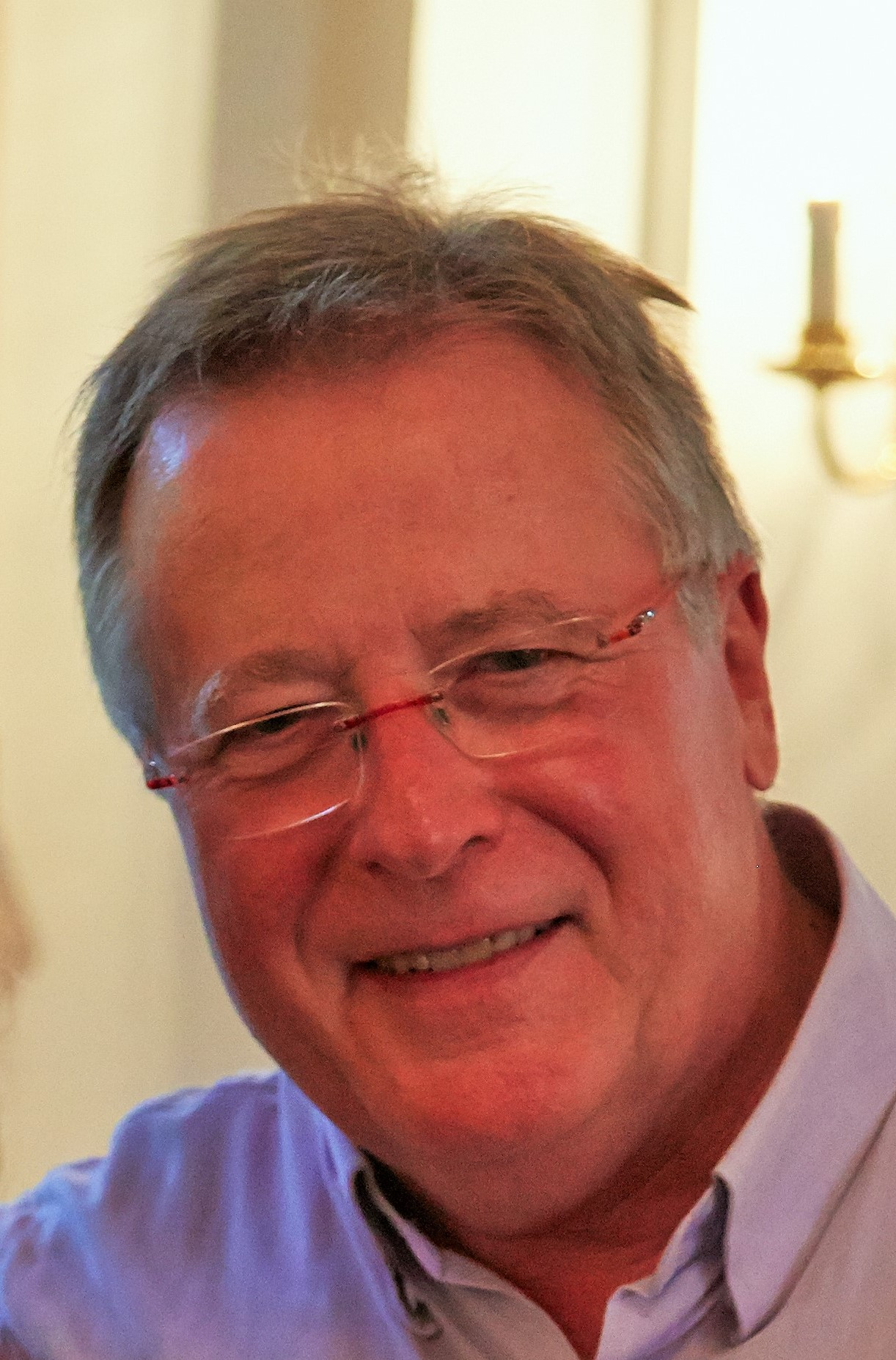
Fritz Strack (2015)

Fritz Strack (* 6. Februar 1950 in Landau in der Pfalz) ist ein deutscher Sozialpsychologe und Hochschullehrer.

## Leben
Fritz Strack studierte Psychologie an der Universität Mannheim (Diplom) und an der Stanford University (M.A.). Er promovierte im Jahr 1983 an der Universität Mannheim bei Martin Irle im Hauptfach (Psychologie) und bei Hans Albert im Nebenfach (Wissenschaftstheorie). Nach einem Aufenthalt als Postdoc an der University of Illinois at Urbana-Champaign habilitierte er sich 1989 an der Universität Mannheim und arbeitete von 1990 bis 1991 als Senior Scientist am damaligen Max-Planck-Institut für Psychologische Forschung in München.
Von 1991 bis 1995 war Strack Professor für Sozialpsychologie an der Universität Trier, von 1995 bis 2016 Inhaber des Lehrstuhls für Psychologie II an der Universität Würzburg und von 1997 bis 2014 Geschäftsführender Vorstand des dortigen Instituts für Psychologie. Daneben erhielt er Rufe auf Professuren an der Universität Kiel, der Universität Mannheim und der Ohio State University. Außerdem war er Inhaber einer Theodor-Heuss-Professur (1997/98) an The New School in New York. Seit 2014 ist er Honorarprofessor an der Humboldt-Universität zu Berlin.
Fritz Strack war Mitherausgeber der Zeitschrift für Sozialpsychologie (jetzt Social Psychology), Herausgeber des European Journal of Social Psychology, beigeordneter Herausgeber (Associate Editor) der US-amerikanischen Zeitschrift Psychological Science und Herausgeberbeirat zahlreicher internationaler Fachzeitschriften.
Von 2002 bis 2005 war er Mitglied des Vorstands und von 2005 bis 2008 Präsident der European Association of Experimental Social Psychology (jetzt European Association of Social Psychology).
Im Jahr 2004 stiftete Strack den Oswald-Külpe-Preis der Universität Würzburg und im Jahr 2015 den Martin-Irle-Preis der Deutschen Gesellschaft für Psychologie.

## Forschung
In seiner Forschung befasste sich Strack mit Themen wie Soziale Kognition und Kommunikation, Urteils- und Entscheidungsprozessen, Emotionen sowie automatischen und kontrollierten Prozessen der Verhaltenssteuerung. Dabei ging es um das Zusammenwirken von Emotionen, um subjektives Erleben sowie um Denkprozesse in ihrem Einfluss auf menschliches Verhalten.
Stracks Studie (mit Leonard Martin und Sabine Stepper) zum Einfluss des Gesichtsausdrucks auf die Beurteilung der Witzigkeit von Karikaturen gilt als wichtiger Beitrag zur Prüfung der Facial-Feedback-Hypothese und als prominente Arbeit aus dem Forschungsgebiet Embodiment. Neuere Studien legen nahe, dass der Einfluss der Mimik durch objektive Selbstaufmerksamkeit (z. B. mit Hilfe einer Kamera) beeinflusst werden kann.
Weitere Themen waren die Erforschung der kognitiven Prozesse bei der Ankerheuristik, beim Priming und bei der Beurteilung des eigenen Wohlbefindens. Mit Roland Deutsch hat er ein Zwei-System-Modell menschlichen Verhaltens (Reflective-Impulsive Model) entwickelt, für das die Autoren mit dem theoretischen Innovationspreis einer US-amerikanischen wissenschaftlichen Gesellschaft ausgezeichnet wurden.
Strack war Sprecher des DFG-Schwerpunktprogramms „Informationsverarbeitung im sozialen Kontext“ (zusammen mit Klaus Fiedler) und der DFG-Forschergruppe „Emotion und Verhalten: Reflektive und impulsive Prozesse“ (zusammen mit Paul Pauli).

## Auszeichnungen (Auswahl)
- 1974: Harkness-Fellowship[13]
- 1990: Heisenberg-Stipendium der Deutschen Forschungsgemeinschaft (DFG)
- 1997/1998: Theodor-Heuss-Professur an The New School in New York.
- 2003: Theoretical Innovation Prize der US-amerikanischen Society for Personality and Social Psychology (SPSP[14]), zusammen mit Roland Deutsch[15]
- 2004: Wilhelm-Wundt-Medaille, zusammen mit Norbert Schwarz
- 2004: Ehrenmitglied[16] der Deutschen Gesellschaft für Psychologie
- 2005: Thomas-M.-Ostrom-Award der US-amerikanischen Person Memory Interest Group (PMIG)[17]
- 2011: Mitglied der Nationalen Akademie der Wissenschaften Leopoldina[18]
- 2014: Honorarprofessur an der Humboldt-Universität zu Berlin[19]
- 2016: Distinguished Scientist Award (Preis für das Lebenswerk) der US-amerikanischen Society of Experimental Social Psychology (SESP), zusammen mit Norbert Schwarz[20]
- 2019: Ig-Nobelpreis[21]

## Wissenschaftliche Beiräte (Auswahl)
- Jacobs University Bremen, School of Humanities and Social Sciences (2002–2011)
- Universität Wien, Fakultät für Psychologie (2005–2008)
- Hanse-Wissenschaftskolleg (2005–2013)
- Institute of Advanced Study in Toulouse IAST (2010–2016)[22]
- Bundesinstitut für Risikobewertung (2013–2017)
- National Science Centre Poland (2021)

## Veröffentlichungen (Auswahl)
- mit Norbert Schwarz und Elisabeth Gschneidinger: Happiness and reminiscing: the role of time perspective, affect, and mode of thinking. In:  Journal of Personality and Social Psychology. Band 49, 1985, S. 1460–1469. (researchgate.net, PDF).
- mit Leonard L. Martin und Norbert Schwarz: Priming and communication: Social determinants of information use in judgments of life satisfaction. In: European Journal of Social Psychology. Band 18, 1988, S. 429–442. (onlinelibrary.wiley.com, PDF).
- mit Leonard L. Martin und Sabine Stepper: Inhibiting and Facilitating Conditions of the Human Smile: A Nonobtrusive Test of the Facial Feedback Hypothesis. In: Journal of Personality and Social psychology. Band 54, 1988, S. 767–777 (documentcloud.adobe.com, PDF).
- als Hrsg. mit Michael Argyle und Norbert Schwarz: Subjective Well-being – An Interdisciplinary Perspective. E-Book Universitätsbibliothek Würzburg, Julius-Maximilians-Universität Würzburg. Druckausgabe: Pergamon Press, Oxford u. a. 1991 (= International series in experimental social psychology. Band 21), ISBN 0-08-037264-3, urn:nbn:de:bvb:20-opus-21703.
- mit Thomas Mussweiler: Explaining the Enigmatic Anchoring Effect. Mechanisms of Selective Accessibility. In: Journal of Personality and Social Psychology. Band 73, 1997, S. 437–446 (pdfs.semanticscholar.org, PDF).
- mit Roland Deutsch: Reflective and Impulsive Determinants of Social Behavior. In: Personality and Social Psychology Review. Band 8, Nr. 3, Department of Psychology University of Würzburg, 2004, S. 220–247 (opus.bibliothek.uni-wuerzburg.de, PDF; 651 kB).
- mit Wolfgang Stroebe: The Alleged Crisis and the Illusion of Exact Replication. In: Perspectives on Psychological Science, 2014, 9(1), S. 59–71. (journals.sagepub.com, PDF).
- als Co-Autor: A Multi-Lab Test of the Facial Feedback Hypothesis by the Many Smiles Collaboration. In: Nature Human Behaviour. 2022, S. 1–12 (nature.com, PDF).